# Вехтер, Леонард
Георг Филипп Людвиг Леонард Вехтер (нем.  Georg Philipp Ludwig Leonard Wächter; 25 ноября 1762, Ильцен, Нижняя Саксония — 1837) — немецкий писатель

 (псевдоним — Файт Вебер) и историк.

## Биография

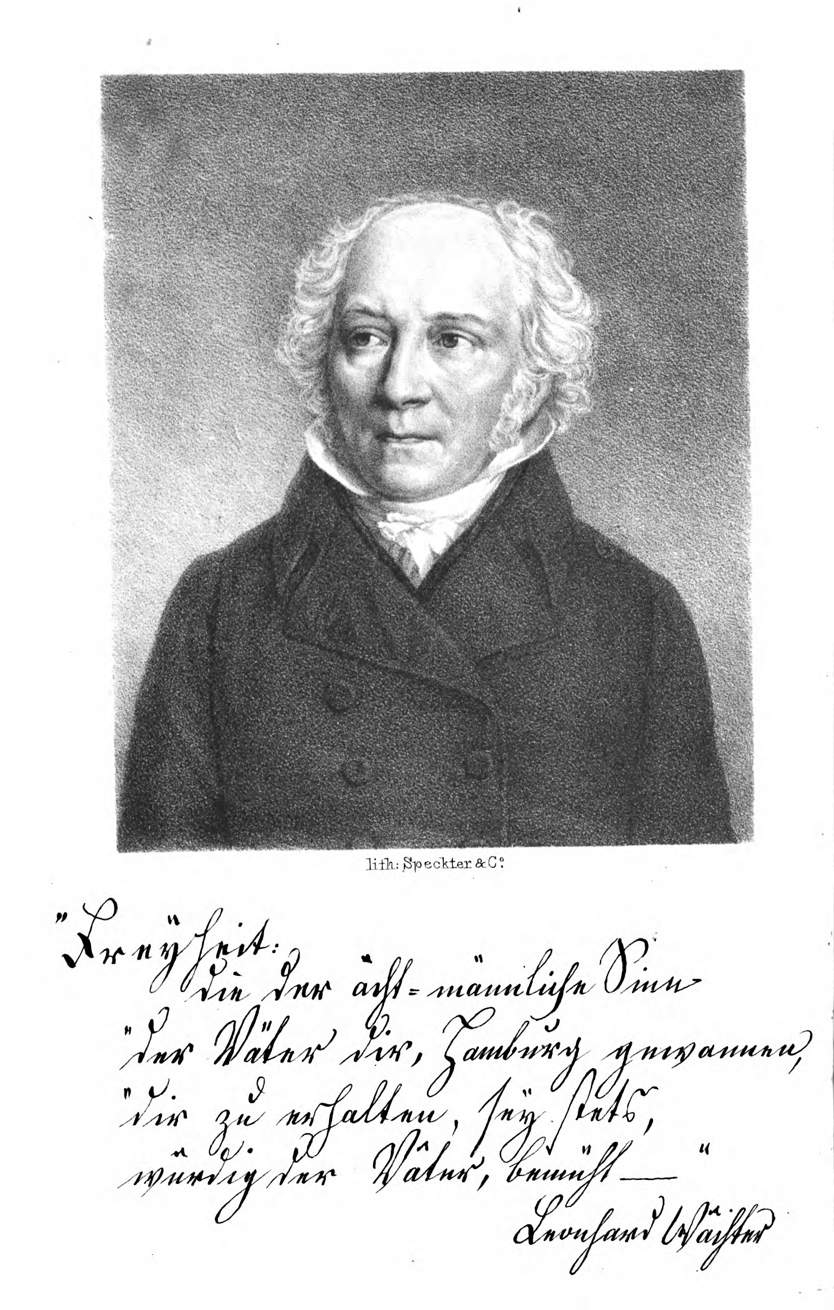
Портрет с автографом Л. Вехтера

Сын диакона. С 1783 по 1786 год изучал богословие, историю и литературу в университете Гёттингена. В студенческие годы подружился с поэтом Готфридом Августом Бюргером.

Поселился в Гамбурге. Как и многие его современники (Георг Форстер, Фридрих Шлегель, Ахим фон Арним и др.) с энтузиазмом встретил идеи Великой Французской революции. В 1792 году отправился во Францию и сражался в звании капитана под командованием жирондистского генерала Дюмурье. В сражении при Жемаппе против австрийцев получил ранение. В 1793 году вернулся на родину.

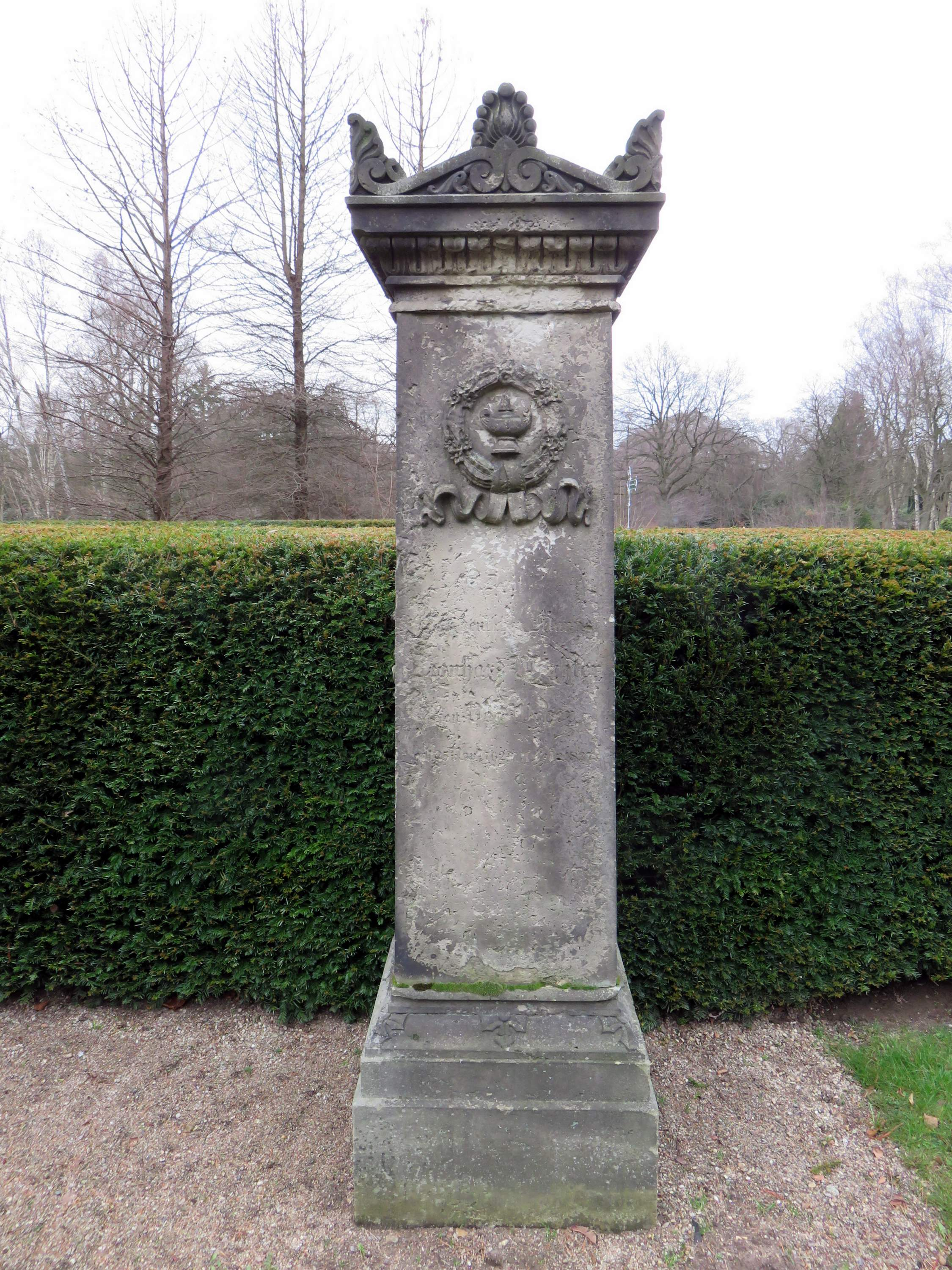
Памятник Л. Вехтера на Ольсдорфском кладбище в Гамбурге

В 1813 году участвовал в сражениях Ганзейского легиона против французской оккупации Гамбурга.
До 1819 года учительствовал, был директором школы в Гамбурге, работал помощником в гамбургской городской библиотеке. Совершал много поездок в Англию, Австрию и Швейцарию.
В Геттингене, как и его друг Готфрид Август Бюргер, был членом масонской ложи «Zum goldenen Zirkel». В Гамбурге в 1809 году стал членом ложи «Emanuel zur Maienblume» .
Похоронен на Ольсдорфском кладбище в Гамбурге.

## Творчество
Автор тривиальной литературы. Самое известное произведение «Sagen der Vorzeit» («Легенды прошлого»), идеализированное повествование о Германии в средние века, которое повлияло на нескольких готических романистов XVIII-начала XIX века в Великобритании и Франции .
По словам специалистов, его произведение также оказало влияние на поэму Гёте «Im Ernsten Beinhaus».

## Избранные публикации
- Heideröslein (1792, исторический роман)
- Der Nachtbote (1793, рассказы)
- Holzschnitte (Berlin 1793, исторические миниатюры)
- Historien (Hamburg 1794)
- Wilhelm Tell (1804)
- Ulrich von Hutten (1818, биография)
- Jugendunterhaltungen (1827)